# 洪泮洙
洪泮洙（？—？），字獻統，廣東雷州府遂溪縣人，清朝政治人物。

## 生平
崇禎十五年（1642年）壬午科廣東鄉試第八名舉人。明亡仕清，順治十五年（1658年）戊戌科進士。授江南休寧縣知縣，康熙八年（1669年）任廣東新安縣知縣。